# Crespiatica
Crespiatica är en ort och kommun i provinsen Lodi i regionen Lombardiet i Italien. Kommunen hade 2 298 invånare (2018).